# KELT-6
KELT-6, även känd som BD+31 2447, är en ensam stjärna belägen i den norra delen av stjärnbilden Berenikes hår. Den har en skenbar magnitud av ca 10,34 och kräver ett kraftfullt teleskop för att kunna observeras. Baserat på parallax enligt Gaia Data Release 2 på ca 4,13 mas beräknas den befinna sig på ett avstånd av ca 791 ljusår (ca 242 parsec) från solen. Den rör sig bort från solen med en heliocentrisk radialhastighet av ca 1,6 km/s.

## Egenskaper
KELT-6 är en gul till vit underjättestjärna av spektralklass F8 IV-V. Den har en massa av ca 1,13 solmassa, en radie av ca 1,53 solradie och utsänder energi från dess fotosfär motsvarande ca 3,3 gånger solen vid en effektiv temperatur av ca 6 300 K. Till skillnad från de flesta värdstjärnor för exoplaneter har den en låg metallicitet, med 52,5 procent högre tungmetallhalt än solen.

## Planetsystem
År 2013 upptäcktes med hjälp av transitmetoden en långperiodisk het Jupiter som kretsar kring stjärnan. En annan exoplanet upptäcktes 2015 med hjälp av radialhastighetsmetoden (dopplerspektroskopi).
| Planet | Massa          | Halv storaxel (AE) | Siderisk omloppstid (d) | Excentricitet | Inklination   | Radie          |
| ------ | -------------- | ------------------ | ----------------------- | ------------- | ------------- | -------------- |
| b      | 0,44 ± 0,02 MJ | 0,08 ± 0,00        | 7,85 ± 0,00             | 0,22 ± 0,11   | 88,81 ± 0,85° | 1,18 ± 0,11 RJ |
| c      | 3,71 ± 0,21 MJ | 2,39 ± 0,11        | 1 276 +81−67            | 0,21 ± 0,04   | -             | -              |